# I Could Never Take the Place of Your Man
"I Could Never Take the Place of Your Man" is een nummer van de Amerikaanse artiest Prince. Het nummer werd uitgebracht op zijn album Sign o' the Times uit 1987. Op 3 november van dat jaar werd het nummer uitgebracht als de vierde en laatste single van het album.

## Achtergrond
"I Could Never Take the Place of Your Man" is geschreven en geproduceerd door Prince. De oorspronkelijke opname van het nummer vond plaats op 23 mei 1979; deze versie werd pas in 2020 voor het eerst uitgebracht op de heruitgave van het album Sign o' the Times. De uiteindelijk uitgebrachte versie, opgenomen in 1986, bevatte twee drummachines. Ook zijn twee gitaarsolo's te horen. Het nummer bestaat uit twee coupletten en twee refreinen, gevolgd door een lang instrumentaal coda. De tekst gaat over een vrouw die een man zoekt om haar voormalige liefde te vervangen, maar Prince weigert, aangezien zij niet tevreden zou zijn met een onenightstand.
"I Could Never Take the Place of Your Man" was de derde top 10-hit van Sign o' the Times, na het titelnummer en "U Got the Look". In de Amerikaanse Billboard Hot 100 kwam het tot de tiende plaats, terwijl het in het Verenigd Koninkrijk tot plaats 29 kwam. In Nederland bereikte het plaats 22 in de Top 40 en plaats 30 in de Nationale Hitparade Top 100, terwijl in Vlaanderen plaats 28 in de voorloper van de Ultratop 50 werd gehaald.
De liveversie van "I Could Never Take the Place of Your Man" is afkomstig uit de film Sign o' the Times en dient als de videoclip. De blazerssolo aan het einde bevat een stuk uit "Rock Hard in a Funky Place", een nummer van het niet uitgebrachte album Camille dat later verscheen op The Black Album. De B-kant van de single, "Hot Thing", werd genoeg gedraaid op de radio om tot plaats 63 in de Billboard Hot 100 te komen.

## Hitnoteringen

### Nederlandse Top 40
| Hitnotering: 05-12-1987 t/m 09-01-1988 | Hitnotering: 05-12-1987 t/m 09-01-1988 | Hitnotering: 05-12-1987 t/m 09-01-1988 | Hitnotering: 05-12-1987 t/m 09-01-1988 | Hitnotering: 05-12-1987 t/m 09-01-1988 | Hitnotering: 05-12-1987 t/m 09-01-1988 | Hitnotering: 05-12-1987 t/m 09-01-1988 |
| Week                                   | 1                                      | 2                                      | 3                                      | 4                                      | 5                                      |                                        |
| -------------------------------------- | -------------------------------------- | -------------------------------------- | -------------------------------------- | -------------------------------------- | -------------------------------------- | -------------------------------------- |
| Positie                                | 39                                     | 29                                     | 23                                     | 22                                     | 34                                     | uit                                    |

### Nationale Hitparade Top 100
| Hitnotering: 21-11-1987 t/m 30-01-1988 | Hitnotering: 21-11-1987 t/m 30-01-1988 | Hitnotering: 21-11-1987 t/m 30-01-1988 | Hitnotering: 21-11-1987 t/m 30-01-1988 | Hitnotering: 21-11-1987 t/m 30-01-1988 | Hitnotering: 21-11-1987 t/m 30-01-1988 | Hitnotering: 21-11-1987 t/m 30-01-1988 | Hitnotering: 21-11-1987 t/m 30-01-1988 | Hitnotering: 21-11-1987 t/m 30-01-1988 | Hitnotering: 21-11-1987 t/m 30-01-1988 | Hitnotering: 21-11-1987 t/m 30-01-1988 | Hitnotering: 21-11-1987 t/m 30-01-1988 |
| Week                                   | 1                                      | 2                                      | 3                                      | 4                                      | 5                                      | 6                                      | 7                                      | 8                                      | 9                                      | 10                                     |                                        |
| -------------------------------------- | -------------------------------------- | -------------------------------------- | -------------------------------------- | -------------------------------------- | -------------------------------------- | -------------------------------------- | -------------------------------------- | -------------------------------------- | -------------------------------------- | -------------------------------------- | -------------------------------------- |
| Positie                                | 97                                     | 50                                     | 38                                     | 31                                     | 30                                     | 30                                     | 37                                     | 50                                     | 59                                     | 75                                     | uit                                    |

### NPO Radio 2 Top 2000
I Could Never Take the Place of Your Man stond alleen in 2016 in de NPO Radio 2 Top 2000, op plek 1771.